# スピン-フォノン相互作用
磁性体においては、スピン間の交換相互作用やスピンに対する異方性エネルギーは、原子間距離は格子の対称性に依存するので、格子振動によって変化する。このことからスピンとフォノン（格子振動の量子）の間に相互作用が生じる。これを一般にスピン-フォノン相互作用（スピン-フォノンそうごさよう）と呼ぶ。狭義には、スピン-格子緩和に必要なスピン系とフォノン系の間のエネルギーの流れを引き起こす相互作用を指すことがある。
スピン系のエネルギー状態は、一般にスピンハミルトニアンを使って記述され、その中には結晶場の効果として{\displaystyle DS_{z}^{2}}などの項があるが、格子振動によって局所的に配位子の対称性が壊されると、これ以外に{\displaystyle S^{+}S^{+}}、{\displaystyle S^{-}S^{-}}、{\displaystyle S^{+}S^{z}}、{\displaystyle S^{-}S^{z}}のような型の演算子を持つ項が現れる。これらの項はスピンのエネルギー準位間の遷移を促すから結局フォノンによってスピン状態が変えられたことになり、スピン格子緩和に寄与する。
スピンフォノン相互作用のハミルトニアンは
{\displaystyle {\hat {H}}_{sp}=\mathbf {S} ({\tilde {G}}\cdot {\tilde {\varepsilon }})\mathbf {S} }
で表され、{\displaystyle {\tilde {G}}}は結合の強さを与える四階のテンソルで、{\displaystyle {\tilde {\varepsilon }}}はひずみテンソルである。結晶の対称性に応じてこれを展開すればよいが一般に複雑である。